# Sierra Nevada (Mèxic)

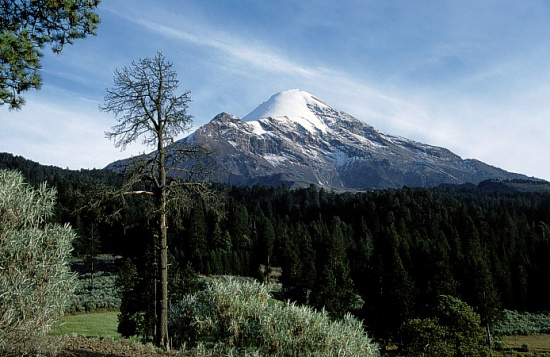
Pic d'Orizaba

La sierra Nevada (serra Nevada) de Mèxic, coneguda també com a Eix Volcànic Transversal o cordillera Neo-Volcánica (serralada Neovolcànica), és una cadena muntanyosa que s'estén 900 km de l'est cap a l'oest a la regió central del país, des de l'estat de Michoacán fins a l'estat de Veracruz, travessant l'estat de Mèxic i el Districte Federal. S'uneix, als extrems nords amb la sierra Madre oriental i la sierra Madre occidental, i al sud amb la sierra Madre del Sur.
El seu cim més alt, i el més alt de Mèxic és el pico d'Orizaba, amb 5.610 m, també conegut com a Citlatépetl, que en nàhuatl significa 'muntanya de l'Estrella'. Altres volcans de la sierra Nevada són: Nevado de Colima (4.399 m), Paricutín (2774 m), Nevado de Toluca (4.577 m), Popocatépetl (5.452 m), Iztaccíhuatl (5.286 m), Matlalcueitl (4.461 m) i Cofre de Perote (4282 m).
La ciutat de Mèxic és a l'oest dels volcans Popocatépetl i Iztaccíhuatl i a l'est del Nevado de Toluca, en una vall de 2.200 metres d'altitud.